# Bernard Blommers

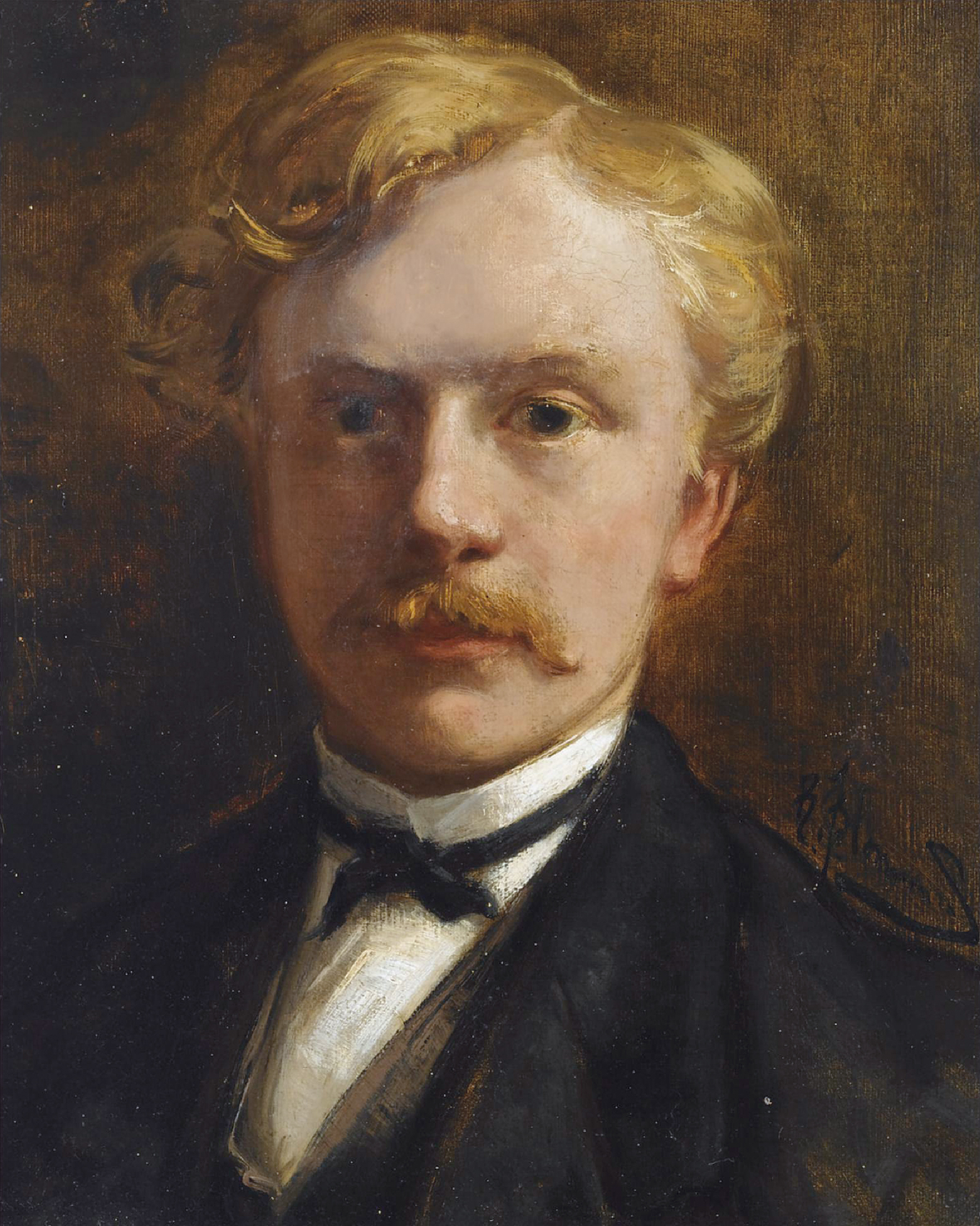
Bernard Blommers (Selbstporträt)

Bernardus Johannes (Bernard) Blommers (* 30. Januar 1845 in Den Haag; † 15. Dezember 1914 in Den Haag) war ein niederländischer Maler und Lithograf. Er gehörte zu den jüngeren niederländischen Malern der ersten Generation der Haager Schule.

## Leben und Werk
Bernard Blommers war ein Schüler von Christopher Bishop. An der Haager Akademie wurde er auch von Jacob Maris und insbesondere von Jozef Israëls unterrichtet. Nach seinem Parisaufenthalt 1870–1871 arbeitete er hauptsächlich in der Umgebung von Scheveningen und Katwijk und in der Provinz Nordbrabant. Er malte auch ein Stück des Panorama Mesdag von Hendrik Willem Mesdag.
Er war hauptsächlich ein Genre- und Figurenmaler des Fischer- und Strandlebens, oft ähneln sein Bilder dem Werk von Isaac Israëls. Seine Werke waren bereits zu seinen Lebzeiten besonders im englischsprachigen Raum bei Kunstsammlern populär.
Seine ehemalige Schülerin, die US-amerikanische Künstlerin Caroline van Hook Bean, wurde 1913 Blommers Schwiegertochter, als sie seinen Sohn Bart heiratete. Blommers wurde in Den Haag auf dem Friedhof Oud Eik en Duinen bestattet.

## Bilder

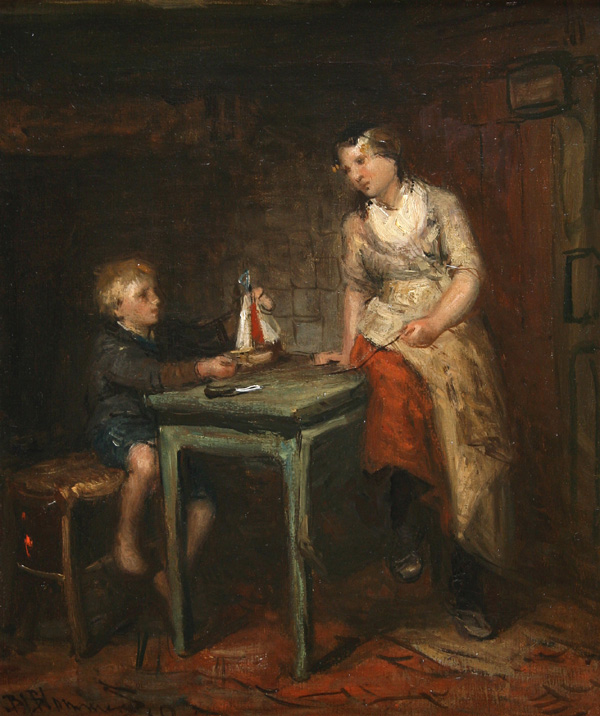
De kleine kapitein. Ölfarbe auf Leinwand, Größe 35 × 30 cm.
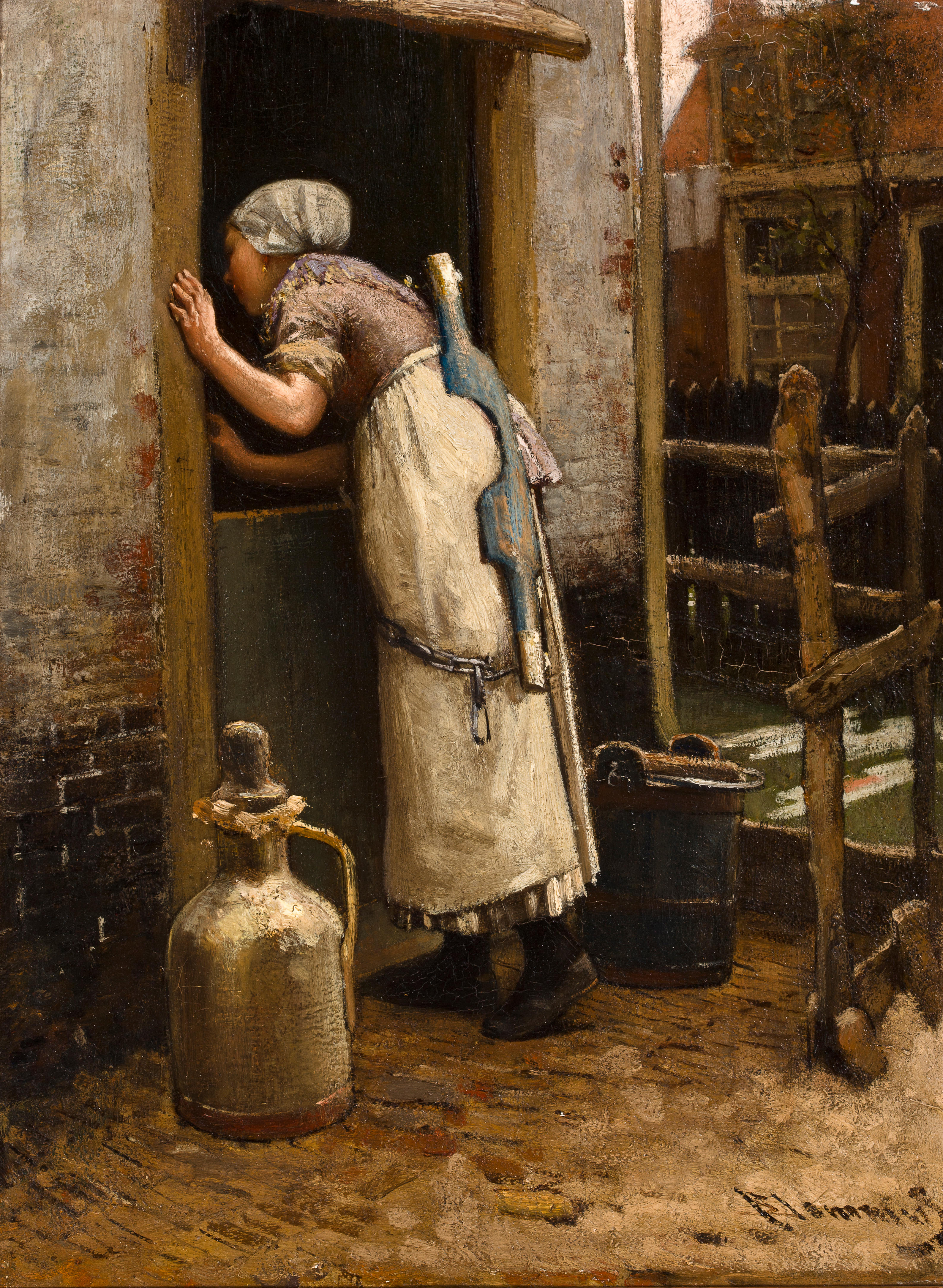
De melkmeid (1914), Ölfarbe auf Leinwand, Größe 42 × 32 cm.
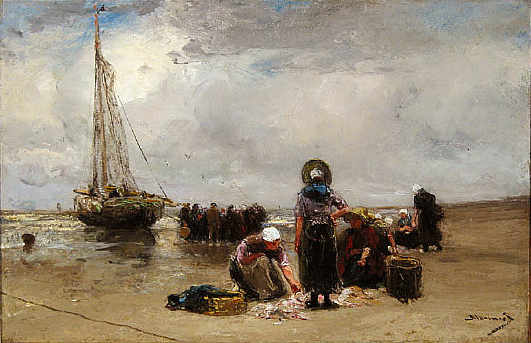
Seaside, Ölfarbe auf Leinwand, 30 × 45 cm.
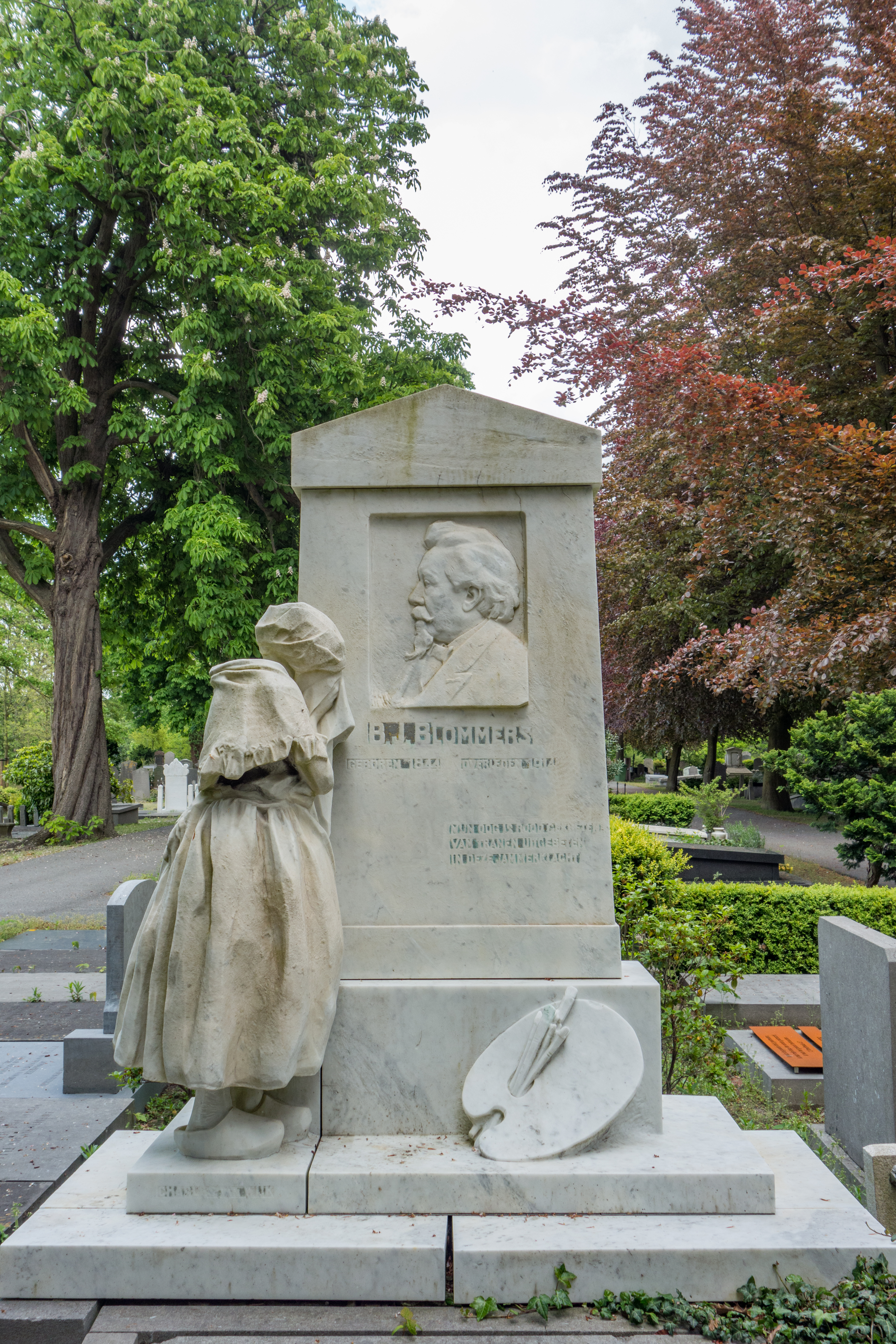
Grab van Blommers auf Friedhof Oud Eik en Duinen